# 穆赞比纽
穆赞比纽是巴西米纳斯吉拉斯州的一个市镇。总面积409.036平方公里，总人口19925人，人口密度48.7人/平方公里。